# 崔昌朝
崔 昌朝（チェ・チャンジョ、최창조、日本名：清川 昌朝、きよかわ まさとも、1880年 - ?）は、日本統治時代の朝鮮の官僚、法曹で、本籍は平安北道熙川郡熙川面であった。

## 経歴
1908年に大韓学会（대한학회）評議員、1909年に大韓興学会（대한흥학회）総務と規則改正委員、総務員を歴任し、1910年には大韓興学会会長に就任した。1914年9月30日、朝鮮総督府裁判所の書記兼通訳生として採用され、1917年4月17日に平壌地方裁判所の鎮南浦支庁判事に任命された。
1919年3月17日から1920年9月29日まで海州地方裁判所判事を務め、1922年8月21日に新義州地方裁判所検査局に弁護士として登録した後、1944年9月11日まで弁護士として活動し、その間、1927年12月から、新義州府借地人組合（신의주부차지인조합）組合長を務め、1928年11月16日には日本政府から昭和大礼記念章を受けた。
1930年4月1日、平安北道官選道評議会員に任命された後、新義州府製鋼所期成同盟会実行委員（1930年7月）、新義州府会第2教育部副議長（1931年6月）、平安北道農村振興委員委員（1932年11月）、全朝鮮朝鮮人弁護士協会評議員（1933年4月）などとして活動し、1933年6月3日から1936年6月2日まで、朝鮮総督府中枢院参議を歴任した。1933年7月19日には、中枢院市政研究会経済部委員に委嘱され、同年9月15日、正七位に叙位された。
1934年9月と1938年6月には、平壌税務監督局新義州府税務署所得調査委員に任命され、1935年5月22日に新義州府府会議員に任命された。1935年から1939年まで、鴨緑江土地改良会社理事を務め、1941年10月、朝鮮臨戦報国団に発起人として参加した。
親日派708人名簿の中枢院部門、民族問題研究所の親日人名辞典収録者名簿の中枢院部門、司法部門、親日反民族行為真相糾明委員会が発表した親日反民族行為705人名簿にそれぞれ含まれた。